# Richard Whately
Richard Whately (1 de febrero de 1787 – 8 de octubre de 1863) fue un académico, retórico, lógico, filósofo, economista y teólogo inglés que también sirvió como arzobispo reformador de Dublín en la Iglesia de Irlanda. Fue un destacado líder de la iglesia amplia, un autor prolífico y combativo sobre una amplia gama de temas, un personaje extravagante y uno de los primeros críticos en reconocer el talento de Jane Austen.

## Biografía
Nació en Londres, hijo del reverendo Dr. Joseph Whately (1730–1797). Fue educado en una escuela privada cerca de Bristol y en el Oriel College de Oxford desde 1805. Obtuvo una licenciatura en 1808, con doble distinción de segunda clase y el premio al ensayo en inglés en 1810; en 1811 fue elegido miembro de Oriel y en 1814 tomó las órdenes sagradas. Después de graduarse, actuó como tutor privado, en particular de Nassau William Senior, quien se convirtió en un amigo cercano, y de Samuel Hinds.

### Vida matrimonial temprana
Después de su matrimonio en 1821, Whately vivió en Oxford. Había tenido que renunciar a su beca universitaria, que no podían tener los hombres casados, y en este período vivía de la tutoría y de su pluma. Un tío, William Plumer, le regaló un sustento, Halesworth en Suffolk; en agosto de 1822 Whately se mudó allí. En 1825, fue nombrado director de St. Alban Hall, un puesto que obtuvo para él su mentor Edward Copleston, quien quería elevar los niveles académicos notoriamente bajos en el Hall, que también era un objetivo de expansión por parte de Oriel. Whately regresó a Oxford, aunque renunció sólo en 1831 a vivir en Suffolk, donde había visto los efectos sociales del desempleo.
Un reformador, Whately estaba inicialmente en términos amistosos con John Henry Newman. Se pelearon por la candidatura de Robert Peel para el escaño de la Universidad de Oxford en el Parlamento.
En 1829 Whately fue elegido profesor Drummond de economía política en Oxford en sucesión de Nassau William Senior. Su mandato fue interrumpido por su nombramiento al arzobispado de Dublín en 1831. Publicó solo un curso de Conferencias introductorias en dos ediciones (1831 y 1832).

### Arzobispo de Dublín
El nombramiento de Whately por Lord Gray para la sede de Dublín fue una sorpresa política. El anciano Henry Bathurst había rechazado el correo. La nueva administración Whig encontró a Whately, bien conocido en Holland House y efectivo en una comparecencia en el comité parlamentario hablando sobre diezmos, una opción aceptable. Detrás de escena, Thomas Hyde Villiers había presionado a Denis Le Marchant en su nombre, con los Brougham Whigs. El nombramiento fue impugnado en la Cámara de los Lores, pero sin éxito.
En Irlanda, la franqueza de Whately y su falta de actitud conciliadora provocaron la oposición de su propio clero, y desde el principio se ofendió al apoyar la dotación estatal del clero católico. Impuso una estricta disciplina en su diócesis; y publicó una declaración de sus puntos de vista sobre el sábado (Pensamientos sobre el sábado, 1832). Vivía en Redesdale House en Kilmacud, a las afueras de Dublín, donde podía cultivar un huerto. Le preocupaba reformar la Iglesia de Irlanda y las leyes de los pobres de Irlanda. Consideró que la conmutación del diezmo era esencial para la Iglesia.

### Educación nacional irlandesa de 1831 a 1853
En 1831 Whately intentó establecer un sistema de educación nacional y no sectario en Irlanda, sobre la base de la instrucción común para protestantes y católicos por igual en materias literarias y morales, desarticulándose la instrucción religiosa. En 1841, los arzobispos católicos William Crolly y John MacHale debatieron si continuar con el sistema, y Crolly, que apoyó a Whately, obtuvo el permiso papal para continuar, con algunas garantías. En 1852, el plan fracasó ante la oposición del nuevo arzobispo católico de Dublín, Paul Cullen. Whately se sintió obligado a retirarse de la Junta de Educación el año siguiente.

### Vida posterior
Durante los años de hambruna de 1846 y 1847, el arzobispo y su familia trataron de aliviar las miserias del pueblo. El 27 de marzo de 1848, Whately se convirtió en miembro de la Asociación de Canterbury. Fue elegido miembro honorario extranjero de la Academia Estadounidense de las Artes y las Ciencias en 1855.
A partir de 1856, los síntomas de declive comenzaron a manifestarse en una afección paralítica de su lado izquierdo. Aun así continuó con sus funciones públicas.

### Muerte

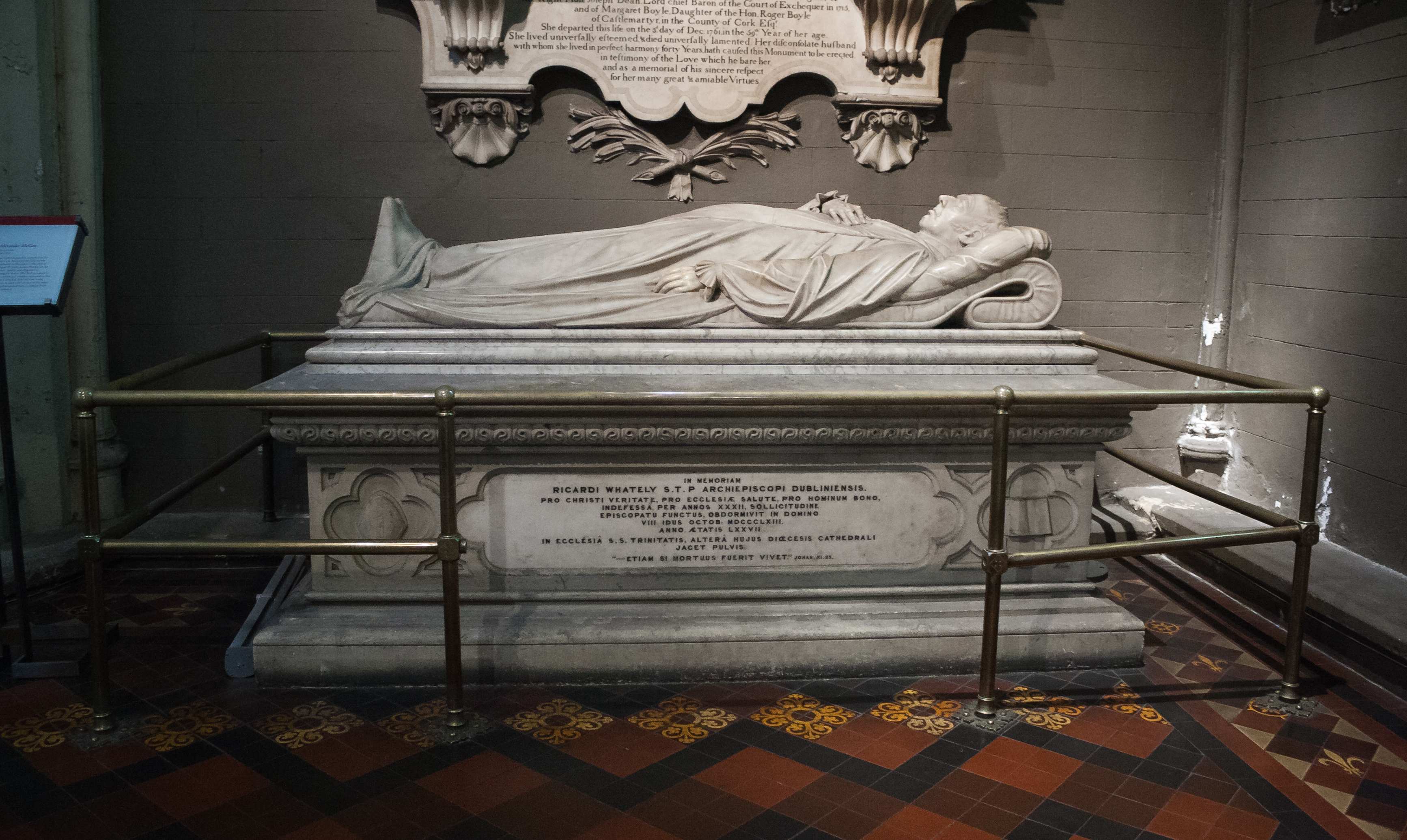
Monumento dedicado a Richard Whately en el pasillo oeste del crucero sur de la Catedral de San Patricio, esculpida por Sir Thomas Farrell.

En el verano de 1863 Whately fue postrado por una úlcera en la pierna, y después de varios meses de agudo sufrimiento murió el 8 de octubre de 1863.

## Obras
Whately fue un prolífico escritor, un exitoso expositor y un apologista protestante en obras que abarcaron muchas ediciones y traducciones. Su Elements of Logic (1826) se extrajo de un artículo "Lógica" en la Encyclopædia Metropolitana. El artículo complementario sobre "Retórica" proporcionó Elements of Rhetoric (1828). En estas dos obras Whately introdujo la lógica erotética.
En 1825 Whately publicó una serie de Ensayos sobre algunas de las peculiaridades de la religión cristiana, seguida en 1828 de una segunda serie Sobre algunas de las dificultades de los escritos de San Pablo, y en 1830 de una tercera Sobre los errores del romanismo que se remonta a su origen en la naturaleza humana. En 1837 escribió su manual de Evidencias cristianas, que fue traducido durante su vida a más de una docena de idiomas. En el contexto irlandés, Evidencias cristianas se adaptó a una forma aceptable para las creencias católicas, con la ayuda de James Carlile.

### Listado selectivo
Las obras de Whately incluyeron:
- 1819 Historic Doubts relative to Napoleon Buonaparte, un jeu d'ésprit dirigido contra el escepticismo excesivo aplicado a la historia del Evangelio[3]
- 1822 On the Use and Abuse of Party Spirit in Matters of Religion (Bampton Lectures)
- 1825 Essays on Some of the Peculiarities of the Christian Religion
- 1826 Elements of Logic
- 1828 Elements of Rhetoric
- 1828 On some of the Difficulties in the Writings of St Paul
- 1830 On the Errors of Romanism traced to their Origin in Human Nature
- 1831 Introductory Lectures on Political Economy, 1st ed. (London: B. Fellowes). Ocho conferencias.
- 1832 Introductory Lectures on Political Economy, 2nd ed. (London: B. Fellowes). Nueve conferencias y apéndice.
- 1832 A view of the Scripture revelations concerning a future state: conferencias que promueven la creencia en el mortalismo cristiano.
- 1832 Thoughts on the Sabbath
- 1836 Charges and Tracts
- 1839 Essays on Some of the Dangers to Christian Faith
- 1841 The Kingdom of Christ
- 1845 en adelante "Easy Lessons": on Reasoning, On Morals, On Mind, and on the British Constitution

(Los trabajos vinculados son de Internet Archive)

### Editor
- William Wake (1866) Treatises of Predestination,[20]
- Francis Bacon (1858) Bacon's Essays with Annotations
- William Paley: (1837) [1796] A View of the Evidences of Christianity, in three parts
- William Paley: Moral Philosophy.[9]

## Personalidad
Humphrey Lloyd le dijo a Caroline Fox que el comportamiento excéntrico y el lenguaje corporal de Whately fueron exacerbados en Dublín por un círculo adulador de amigos. Era un gran conversador, ingenioso y amaba los juegos de palabras. En Oxford, su sombrero blanco, su áspera bata blanca y su enorme perro blanco le valieron el sobrenombre del Oso Blanco, y exhibió las hazañas de su perro trepador en Christ Church Meadow.

## Puntos de vista
Un miembro del grupo informal llamado Oriel Noetics, Whately apoyó la libertad religiosa, los derechos civiles y la libertad de expresión para los disidentes, católicos, judíos e incluso ateos. Adoptó la línea de que las discapacidades civiles impuestas a los no anglicanos convertían al estado en nominalmente cristiano y apoyó la disolución. Fue un seguidor de Edward Copleston, considerado el fundador de los noéticos tomados como apologistas de la ortodoxia de la Iglesia de Inglaterra. Un cristiano devoto, Whately adoptó una visión práctica del cristianismo. No estaba de acuerdo con el partido evangélico y, en general, favorecía un enfoque más intelectual de la religión. También estuvo en desacuerdo con el posterior énfasis tractariano en el ritual y la autoridad de la iglesia. En cambio, enfatizó la lectura cuidadosa y la comprensión de la Biblia.
Su principio cardinal era el de Chillingworth: "la Biblia, y sólo la Biblia, es la religión de los protestantes", y su exégesis estaba dirigida a determinar el tenor general de las escrituras con exclusión de los dogmas basados en textos aislados. No hay razón para cuestionar su recepción de las doctrinas centrales de la fe, aunque se abstuvo de teorizar o incluso intentar formularlas con precisión. En la elección mantuvo, en términos generales, el punto de vista arminiano, y su antipatía por el calvinismo fue intensa. Se detuvo más en la vida que en la muerte de Cristo, cuya necesidad negó.
Whately consideró la economía política como un tema esencialmente lógico. Resultó influyente en Oxford. Los noéticos eran reformadores pero en gran medida centristas en política, en lugar de whigs o tories fuertes. Uno de los actos iniciales de Whately al ir a Dublín fue dotar una cátedra de economía política en el Trinity College. Su primer titular fue Mountifort Longfield. Más tarde, en 1846, fundó la Sociedad Estadística de Dublín con William Neilson Hancock.
La visión de Whately de la economía política, y la común a los primeros titulares de la cátedra del Trinity College, la abordó como un tipo de teología natural. Pertenecía al grupo de partidarios de Thomas Malthus que incluía a Thomas Chalmers, algunos otros de los noéticos, Richard Jones y William Whewell de Cambridge. No vio ninguna inconsistencia entre la ciencia y la fe cristiana, diferenciándose de esa manera de algunos críticos cristianos de Malthus. También difirió de Jones y Whewell, expresando la opinión de que el método inductivo era menos útil para la economía política que el método deductivo, aplicado correctamente.
En publicaciones periódicas Whately discutió otras cuestiones públicas. Abordó, por ejemplo, el tema del transporte y las "penas secundarias" a quienes habían sido transportados; su folleto sobre este tema influyó en los políticos Lord John Russell y Henry George Gray.

## Legado
Whately fue una figura importante en el resurgimiento de la lógica aristotélica a principios del siglo XIX. The Elements of Logic dio un impulso al estudio de la lógica en Gran Bretaña, y en los Estados Unidos de América, el lógico Charles Sanders Peirce (1839–1914) escribió que su fascinación de toda la vida por la lógica comenzó cuando leyó Elements de Whately con 12 años de edad.
La visión de Whately de la retórica como esencialmente un método de persuasión se convirtió en una ortodoxia, desafiada a mediados de siglo por Henry Noble Day. Todavía se cita Elements of Rethoric para reflexionar sobre la presunción, la carga de la prueba filosófica y el testimonio.
En 1864, Jane Whately, su hija, publicó Varios restos de su libro común y en 1866 su Vida y correspondencia en dos volúmenes. Las memorias anecdóticas del arzobispo Whately, de William John Fitzpatrick, se publicaron en 1864.

## Familia
Whately se casó con Elizabeth Pope (tercera hija de William Pope, nacida el 7 de octubre y bautizada el 22 de diciembre de 1795 en Hillingdon, Middlesex) en Cheltenham el 3 de julio de 1821. Más adelante escribió algo de literatura cristiana y murió el 25 de abril de 1860. Su hermana menor Charlotte se casó con Baden Powell en 1837.
Tuvieron cuatro hijas y un hijo, entre ellos:
- (Elizabeth) Jane Whately (1822–1893), una autora religiosa;[38]
- Edward William Whately, clérigo;[39]
- Mary Louisa Whately (1824–1889), médica misionera en Egipto;[40]
- Henrietta, que se casó en 1848 con Charles Brent Wale, abogado, hijo de Sir Charles Wale;[41][42]
- La hija menor Blanche, amiga de Mary Rosse, se casó con George Wale R.N., hermano de Charles Brent Wale, en 1859 y murió en marzo de 1860.[43][44]

Un programa de la serie de televisión de la BBC Who Do You Think You Are?, emitido el 2 de marzo de 2009, reveló que Richard Whately era un antepasado del actor británico Kevin Whately.

### Citas
1. ↑  Gary L. Colledge (1 de junio de 2012). God and Charles Dickens: Recovering the Christian Voice of a Classic Author. Baker Books. p. 146. ISBN 978-1-4412-3778-1.
2. ↑  John Cornwell (15 de septiembre de 2011). Newman's Unquiet Grave: The Reluctant Saint (en inglés). A&C Black. p. 34. ISBN 978-1-4411-7323-2.
3. 1 2 3 4 5  Brent, Richard, «Whately, Richard»,  (en inglés), Oxford Dictionary of National Biography, (requiere suscripción).
4. ↑  Deane, Phyllis, «Senior, Nassau William»,  (en inglés), Oxford Dictionary of National Biography, (requiere suscripción).
5. ↑  The London Quarterly Review. Epworth Press. 1867. p. 477.
6. ↑  Richard Whately; Elizabeth Jane Whately (1866). Life and Correspondence of Richard Whately, D.D.: Late Archbishop of Dublin. Longmans, Green. p. 44.
7. ↑  Stefan Collini; Richard Whatmore; Brian Young (22 de mayo de 2000). Economy, Polity, and Society: British Intellectual History 1750-1950. Cambridge University Press. p. 190. ISBN 978-0-521-63978-1.
8. ↑  «Life of Edward Bouverie Pusey by Henry Parry Liddon, D.D. London: Longmans, 1894 volume one Chapter X». Consultado el 25 de marzo de 2016.
9. 1 2 3 4 5 6 7 8 9 10 11 12 13  Chisholm, Hugh, ed. (1911). "Whately, Richard". Encyclopædia Britannica (11th ed.). Cambridge University Press.
10. ↑  David de Giustino, "Finding an Archbishop: The Whigs and Richard Whately in 1831", Church History, Vol. 64, No. 2 (Junio, 1995), pp. 218–236. Published by: Cambridge University Press on behalf of the American Society of Church History
11. ↑  Stefan Collini; Richard Whatmore; Brian Young (22 de mayo de 2000). Economy, Polity, and Society: British Intellectual History 1750-1950. Cambridge University Press. p. 191. ISBN 978-0-521-63978-1.
12. ↑  Larkin, Emmet, «Crolly, William»,  (en inglés), Oxford Dictionary of National Biography, (requiere suscripción).
13. ↑  Blain, Michael (2007). «Reverend». The Canterbury Association (1848–1852): A Study of Its Members' Connections. p. 87. Consultado el 19 de enero de 2010.
14. ↑  «Book of Members, 1780–2010: Chapter W». American Academy of Arts and Sciences. Consultado el 13 de septiembre de 2016.
15. 1 2  Webb, Alfred (1878). "Whately, Richard". A Compendium of Irish Biography. Dublin: M. H. Gill & son – via Wikisource.
16. ↑  Casey, Christine (2005). The Buildings of Ireland: Dublin. New Haven: Yale University Press. p. 621. ISBN 978-0-300-10923-8.
17. ↑  Whately, Richard, Elements of Logic, p.vii, Longman, Greens and Co. (9th Edition, London, 1875)
18. ↑  Mary Prior & Arthur Prior, "Erotetic Logic", The Philosophical Review 64(1) (1955): pp. 43–59.
19. ↑  Donald H. Akenson (1985). Being Had: Historians, Evidence, and the Irish in North America. P. D. Meany. pp. 183–4. ISBN 978-0-88835-014-5.
20. ↑  The Living Age. Littell, Son and Company. 1866. p. 388.
21. ↑  Caroline Fox (1972). The Journals of Caroline Fox 1835-1871: A Selection. Elek Books. p. 167. ISBN 978-0-236-15447-0. (requiere registro).
22. ↑  David de Giustino, Finding an Archbishop: The Whigs and Richard Whately in 1831, Church History Vol. 64, No. 2 (Jun., 1995), pp. 218–236, at p, 220. Published by: Cambridge University Press on behalf of the American Society of Church History. Stable URL: https://www.jstor.org/stable/3167906
23. ↑  Marilyn D. Button; Jessica A. Sheetz-Nguyen (4 de noviembre de 2013). Victorians and the Case for Charity: Essays on Responses to English Poverty by the State, the Church and the Literati. McFarland. pp. 90 note 17. ISBN 978-0-7864-7032-7.
24. ↑  McMullen Rigg, 1885.
25. ↑  Nigel F. B. Allington; Noel W. Thompson (2010). English, Irish and Subversives Among the Dismal Scientists. Emerald Group Publishing. p. 201. ISBN 978-0-85724-061-3.
26. ↑   Sidney Lee, ed. (1893). «Longfield, Mountifort». Dictionary of National Biography (en inglés) 34. Londres: Smith, Elder & Co. OCLC 2763972.
27. ↑  Thomas Boylan; Renee Prendergast; John Turner (1 de marzo de 2013). A History of Irish Economic Thought. Chief Research Scientist John Turner. Routledge. p. 7. ISBN 978-1-136-93349-3.
28. ↑  Donald Winch (26 de enero de 1996). Riches and Poverty: An Intellectual History of Political Economy in Britain, 1750–1834. Cambridge University Press. pp. 371–2. ISBN 978-0-521-55920-1.
29. ↑  Winch, Donald (2009). Wealth and Life: Essays on the Intellectual History of Political Economy in Britain, 1848–1914. Cambridge: Cambridge University Press. p. 12. ISBN 9780521715393.
30. ↑  James P. Henderson (1996). Early Mathematical Economics: William Whewell and the British Case. Rowman & Littlefield. p. 72. ISBN 978-0-8476-8201-0.
31. ↑  Norval Morris (1998). The Oxford History of the Prison: The Practice of Punishment in Western Society. Oxford University Press. p. 256. ISBN 978-0-19-511814-8.
32. ↑  Fisch, Max, "Introduction Archivado el 22 de octubre de 2018 en Wayback Machine.", W 1:xvii, find phrase "One episode".
33. ↑  Robert Connors (5 de junio de 1997). Composition-Rhetoric: Backgrounds, Theory, and Pedagogy. University of Pittsburgh Pre. p. 221. ISBN 978-0-8229-7182-5.
34. ↑  Nicholas Rescher (19 de junio de 2006). Presumption and the Practices of Tentative Cognition. Cambridge University Press. p. 18. ISBN 978-1-139-45718-7.
35. ↑  Robert Crookall (1 de noviembre de 1987). Intimations of Immortality: Seeing that Leads to Believing. James Clarke & Co. pp. 14-. ISBN 978-0-227-67662-2.
36. ↑  Hugh James Rose; Samuel Roffey Maitland (1837). The British Magazine and Monthly Register of Religious and Ecclesiastical Information, Parochial History, and Documents Respecting the State of the Poor, Progress of Education, Etc. J. Petheram. p. 589.
37. ↑  Corsi, Pietro, «Powell, Baden»,  (en inglés), Oxford Dictionary of National Biography, (requiere suscripción).
38. 1 2  Lauer, L. E., «Whately, (Elizabeth)»,  (en inglés), Oxford Dictionary of National Biography, (requiere suscripción).
39. ↑  John Nichols (1849). The Gentleman's Magazine. E. Cave. p. 313.
40. ↑  Laura Lynn Windsor (2002). Women in Medicine: An Encyclopedia. ABC-CLIO. p. 214. ISBN 978-1-57607-392-6.
41. ↑  "Wale, Charles Brent (WL836CB)". A Cambridge Alumni Database. University of Cambridge.
42. ↑  Elizabeth Jane Whately (1866). Life and Correspondence of Richard Whately, D.D.: Late Archbishop of Dublin. Longmans, Green, and Company. p. 472.
43. ↑  Elizabeth Jane Whately (1866). Life and Correspondence of Richard Whately, D.D.: Late Archbishop of Dublin 2. Longmans, Green, and Company. p. 381.
44. ↑  R. Charles Mollan (17 de julio de 2014). William Parsons, 3rd Earl of Rosse: Astronomy and the Castle in Nineteenth-Century Ireland. Oxford University Press. p. 86. ISBN 978-0-7190-9144-5.
45. ↑  «Kevin Whately Episode Guide, Who Do You Think You Are Magazine». Consultado el 22 de marzo de 2016.

## Otras lecturas
Una biografía moderna es Richard Whately: A Man for All Seasons de Craig Parton ISBN  1-896363-07-5. Véase también Donald Harman Akenson A Protestant in Purgatory: Richard Whately, Archbishop of Dublin (South Bend, Indiana 1981).
- Einhorn, Lois J. "Consistency in Richard Whately: The Scope of His Rhetoric." Philosophy & Rhetoric 14 (primavera de 1981): 89–99.
- Einhorn, Lois J. "Richard Whately's Public Persuasion: The Relationship between His Rhetorical Theory and His Rhetorical Practice." Rhetorica 4 (invierno de 1986): 47–65.
- Einhorn, Lois J. "Did Napoleon Live? Presumption and Burden of Proof in Richard Whately's Historic Doubts Relative to Napoleon Boneparte." Rhetoric Society Quarterly 16 (1986): 285–97.
- Giustino, David de. "Finding an archbishop: the Whigs and Richard Whately in 1831." Church History 64 (1995): 218–36.
- McKerrow, Ray E. "Richard Whately: Religious Controversialist of the Nineteenth Century." Prose Studies: 1800–1900 2 (1979): 160–87.
- McKerrow, Ray E. "Archbishop Whately: Human Nature and Christian Assistance." Church History 50.2 (1981): 166–189.
- McKerrow, Ray E. "Richard Whately on the Nature of Human Knowledge in Relation to the Ideas of his Contemporaries." Journal of the History of Ideas 42.3 (1981): 439–455.
- McKerrow, Ray E. "Richard Whately's Theory of Rhetoric." In Explorations in Rhetoric. ed. R. McKerrow. Glenview IL: Scott, Firesman, & Co., 1982.
- McKerrow, Ray E. "Richard Whately and the Revival of Logic in Nineteenth-Century England." Rhetorica 5 (primavera de 1987): 163–85.
- McKerrow, Ray E. "Whately's Philosophy of Language." The Southern Speech Communication Journal 53 (1988): 211–226.
- Poster, Carol. "Richard Whately and the Didactic Sermon." The History of the Sermon: The Nineteenth Century. Ed. Robert Ellison. Leiden: Brill, 2010: 59–113.
- Poster, Carol. "An Organon for Theology: Whately's Rhetoric and Logic in Religious Context". Rhetorica 24:1 (2006): 37–77.
- Sweet, William. "Paley, Whately, and 'enlightenment evidentialism'". International Journal for Philosophy of Religion 45 (1999):143-166.

Atribución
- Este artículo incorpora texto de una publicación sin restricciones conocidas de derecho de autor:  Varios autores (1910-1911). «Whately, Richard».  En Chisholm, Hugh, ed. Encyclopædia Britannica. A Dictionary of Arts, Sciences, Literature, and General information (en inglés) (11.ª edición). Encyclopædia Britannica, Inc.; actualmente en dominio público.